# Liriomyza domestica
Liriomyza domestica är en tvåvingeart som beskrevs av Garg 1971. Liriomyza domestica ingår i släktet Liriomyza och familjen minerarflugor. Inga underarter finns listade i Catalogue of Life.